# Светско првенство у скоковима у воду 2015 — торањ 10 м синхронизовано за жене

Такмичење у скоковима у воду у дисциплини торањ 10 метара синхронизовано за жене на Светском првенству у скоковима у воду 2015. одржано је 27. јул 2015. године као део програма Светског првенства у воденим спортовима. Такмичења су се одржала у базену Казањског центра водених спортова у граду Казању (Русија).
Учестовало је укупно 16 парова из исто толико земаља. Титулу светских првакиња из 2013. успешно је одбранио кинески пар Љу Хуејсја/Чен Жуолин. Сребрну медаљу освојио је канадски пар Меган Бенфито / Роселин Филијо, док је бронза припала пару Ким Ун-хјанг / Сонг Нам-хјанг из Северне Кореје.

## Освајачи медаља
|                                | Резултат |                                         | Резултат |                                                | Резултат |
|                                |          |                                         |          |                                                |          |
| Кина · Чен Жуолин · Љу Хуејсја | 359,52   | Канада · Меган Бенфито · Роселин Филијо | 339,99   | Северна Кореја · Ким Ун-хјанг · Сонг Нам-хјанг | 325,26   |

## Земље учеснице
На такмичењу је учестовало укупно 16 парова из исто толико земаља (32 скакачице). Свака од земаља имала је право да учествује са максимално једним паром.
| - Аустралија (1) - Бразил (1) - Велика Британија (1) - Јужна Кореја (1) | - Канада (1) - Кина (1) - Куба (1) - Мађарска (1) | - Малезија (1) - Мексико (1) - Немачка (1) - Русија (1) | - Северна Кореја (1) - Сингапур (1) - САД (1) - Украјина (1) |

## Резултати
Такмичење је одржано 27. јула из два дела. У јутарњем делу програма скакале су се квалификације, а првих 12 најбоље рангираних парова обезбедило је пласман у финале које се скакало у послеподневним часовима истог дана.
Напомена: Такмичари у табели означени зеленом бојом остварили су пласман у финале преко квалификација.
| ПЛ. | Скакач           | Држава                                 | Квалификације | Квалификације | Финале | Финале |
| ПЛ. | Скакач           | Држава                                 | Бодови        | Плас.         | Бодови | Плас.  |
| --- | ---------------- | -------------------------------------- | ------------- | ------------- | ------ | ------ |
|     | Кина             | Чен Жуолин Љу Хуејсја                  | 330,24        | 01.           | 359,52 | 01.    |
| 2   | Канада           | Меган Бенфито Роселин Филијо           | 313,26        | 02.           | 339,99 | 02.    |
| 3   | Северна Кореја   | Ким Ун-хјанг Сонг Нам-хјанг            | 301,44        | 05.           | 325,26 | 03.    |
| 04. | Mексико          | Паола Еспиноза Алехандра Ороско        | 285,57        | 08.           | 310,77 | 04.    |
| 05. | Русија           | Јекатарина Петјухова Јулија Тимошињина | 274,80        | 11.           | 310,68 | 05.    |
| 06. | Велика Британија | Сара Бероу Тонија Коуч                 | 302,52        | 04.           | 308,40 | 06.    |
| 07. | Mалезија         | Панделела Ринонг Леонг Мун Ји          | 311,04        | 03.           | 303,60 | 07.    |
| 08. | Aустралија       | Лара Тарвит Мелиса Ву                  | 294,84        | 06.           | 302,22 | 08.    |
| 09. | САД              | Ејми Козад Џесика Парато               | 285,66        | 07.           | 295,86 | 09.    |
| 10. | Немачка          | Тина Пунцел Кристина Васен             | 278,70        | 10.           | 285,0  | 10.    |
| 11. | Украјина         | Хана Красношљук Влада Таценко          | 279,06        | 09.           | 283,20 | 11.    |
| 12. | Јужна Кореја     | Ким Су-ји Ко Еун-ји                    | 273,42        | 12.           | 271,11 | 12.    |
| 13. | Мађарска         | Виле Кормош Жофија Рејсингер           | 261,30        | 13.           | ×      | ×      |
| 14. | Куба             | Јаима Мена Анја Ривера                 | 257,58        | 14.           | ×      | ×      |
| 15. | Бразил           | Ингрид Оливеира Ђована Педросо         | 256,32        | 15.           | ×      | ×      |
| 16. | Сингапур         | Ли Мајра Ђа Вен Лим Шен-Јан Фрида      | 244,32        | 16.           | ×      | ×      |